# Laurens Veldt
Laurens „Lau” Veldt (ur. 18 czerwca 1953 w Amsterdamie) – holenderki kolarz torowy, brązowy medalista mistrzostw świata.

## Kariera
Największy sukces w karierze Laurens Veldt osiągnął w 1978 roku, kiedy wspólnie z Sjaakiem Pietersem zdobył brązowy medal w wyścigu tandemów na mistrzostwach świata w Monachium. W zawodach tych wyprzedzili ich jedynie reprezentanci Czechosłowacji: Vladimír Vačkář i Miroslav Vymazal oraz Amerykanie Gerald Ash i Leslie Barczewski. Dwa lata później Veldt wystartował na igrzyskach olimpijskich w Moskwie, gdzie odpadł w eliminacjach sprintu indywidualnego. Wielokrotnie zdobywał medale torowych mistrzostw Holandii, w tym dziewięć złotych.
Jego syn Tim Veldt również jest kolarzem.